# PogChamp
Ne doit pas être confondu avec PogChamps.
 (juin 2021).
PogChamp est une emote utilisée sur la plateforme de streaming Twitch, destinée à exprimer l'excitation, la joie ou le choc. L'image utilisée est une expression faciale de surprise ou de choc du streamer Ryan Gutierrez, dit Gootecks. L'émoticône originale provient d'une vidéo téléchargée sur YouTube le 26 novembre 2010, qui montre des images issues des coulisses de sa chaîne YouTube Cross Counter TV. L'émoticône d'origine est ajoutée au pool d'émoticônes mondiales de Twitch en 2012 et supprimée par Twitch début janvier 2021 à la suite de commentaires de Gutierrez sur sa page Twitter soutenant la prise d'assaut du Capitole en 2021,,.
À la suite de la demande de rétablissement de l'emote par les utilisateurs de Twitch, la plateforme procède au « PogChampening » : à partir du 8 janvier, le PogChamp change toutes les 24 heures, avant d'être fixé par sondage le 11 février 2021.